# بونسوالین
بونسوالین (به فرانسوی: Bonnesvalyn) یک کمون در فرانسه است که در ان (ا-دو-فرانس) واقع شده‌است. بونسوالین ۶٫۳۴ کیلومتر مربع مساحت دارد ۱۱۵ متر بالاتر از سطح دریا واقع شده‌است.